# ねじまき鳥クロニクル
『ねじまき鳥クロニクル』（ねじまきどりクロニクル）は、村上春樹の8作目の長編小説。

## 概要
本作品は3つのパートから成る。
| タイトル             | 出版社 | 出版年月日    | 備考                                             |
| -------------------- | ------ | ------------- | ------------------------------------------------ |
| 第1部 泥棒かささぎ編 | 新潮社 | 1994年4月12日 | 『新潮』1992年10月号 - 1993年8月号に掲載された。 |
| 第2部 予言する鳥編   | 新潮社 | 1994年4月12日 | 書き下ろし                                       |
| 第3部 鳥刺し男編     | 新潮社 | 1995年8月25日 | 書き下ろし                                       |

1991年、村上がプリンストン大学に客員研究員として招聘された際、滞在1年目に1部と2部が執筆された。もともとは2部で完結する予定であったが、その後加筆と推敲をあわせて、第3部までが出版された。完結までに4年半の歳月が費やされている。村上の小説としては初めて、戦争等の巨大な暴力を本格的に扱っている。村上は第3部刊行直後の1995年11月、心理学者の河合隼雄に向かって「『ねじまき鳥クロニクル』を書くときにふとイメージがあったのは、やはり漱石の『門』の夫婦ですね」と述べている。
表紙の絵は新潮社装幀室の髙橋千裕がバリ島の古い美術館で見つけたものである。I Dewa Ketut Rungunが描いた「Burung bangau terbang」。
2002年時点で、単行本・文庫本を合わせて227万部が発行されている。

## 評価
1996年2月に第47回読売文学賞を受賞した。1999年、英訳版『The Wind-Up Bird Chronicle』は国際IMPACダブリン文学賞にノミネートされた。なお、英訳を担当したジェイ・ルービンによれば、本作がまだ『新潮』に連載中のときに村上本人から依頼を受けたという。2003年には翻訳者のルービンが第14回野間文芸翻訳賞を受賞した。

## 他の作品との関係
- 第1部の冒頭部分は短編小説「ねじまき鳥と火曜日の女たち」（『パン屋再襲撃』所収）を改稿したものである。
- 短編小説「加納クレタ」（『TVピープル』所収）の主人公・加納クレタとその姉・加納マルタが本作にも登場する。ただし「加納クレタ」と本作では人物設定が微妙に異なっている。
- 短編小説「トニー滝谷」（『レキシントンの幽霊』所収）の主人公・トニー滝谷も本作に名前のみ登場しており、本作の主人公・岡田亨の住む家の近隣に滝谷が住んでおり最近妻を亡くしたと、本作中で笠原メイが語っている。ただし文庫版ではそのくだりはほとんどがカットされている。
- 安西水丸との共著『日出る国の工場』（平凡社、1987年）で取材を行った新潟県のかつら工場が、笠原メイの手紙の中に登場する。
- 『ねじまき鳥クロニクル』の初稿から推敲によって大幅に削られた部分が、後の『国境の南、太陽の西』となった[1]。
- 本作の登場人物・牛河は、後の作品『1Q84』にも登場している。
- この小説で取り上げた、戦争に代表される大きな暴力の根源がどこにあるのかという疑問が、後に『アンダーグラウンド』『約束された場所で』の執筆の大きなきっかけとなった。また、本作にノモンハン事件を取り上げたことで雑誌社から声が掛かり、1994年6月にノモンハンへ旅行している[5]。

## あらすじ

### 泥棒かささぎ
法律事務所の下働きを辞めて日々家事を営む「僕」こと岡田亨と、雑誌編集者として働く妻・クミコの結婚生活は、それなりに平穏に過ぎていた。自宅でスパゲティーを茹でていた亨のもとに一本の電話がかかってくる。それは、見知らぬ女からの性的な電話であったが、女は「僕」のことを知っているといい、年齢など特徴を言い当てる。僕は、その電話を切った直後に、妻から電話で失踪された猫を探すように頼まれる。バイク事故を理由に学校へは通っていない高校生・笠原メイと出会う。

### 予言する鳥
岡田亨は失踪した妻クミコを探す中で、加納マルタや本田老人といった奇妙な人物たちと出会い、彼らとの交流を通して、現実と幻想が入り混じる不可思議な世界へと足を踏み入れていく。
その後、クミコは別の男と過ごしており、亨との関係を終わらせたいと考えていることを知る。
亨は、ノモンハン事件の記憶を持つ間宮中尉の語りを通じて、戦争の記憶や人間の心の闇に触れる。これらの出来事を通して、自己と周囲を取り巻く謎を解き明かそうと試みる。

### 鳥刺し男
岡田亨は、妻クミコを取り戻すため、義理の兄である綿谷ノボルとの直接対決に挑む。井戸を通じて異世界と行き来し、そこで得た力を駆使しながら、亨は「鳥刺し男」や「肉体を持たない女」といった奇妙な協力者たちの助けを得て、綿谷ノボルが支配する悪の世界へと深く侵入していく。

## 登場人物
僕（岡田亨、おかだ とおる）
以前は法律事務所の事務員をしていたが、現在は無職。叔父から安く借りている世田谷の家で、妻と猫と住んでいる。
30歳で身長172cm、体重63Kg。カラマーゾフの兄弟の名前をすべて言え、炊事、洗濯、掃除などの家事や水泳を好む。
クミコ（岡田久美子、おかだ くみこ）
「僕」の妻。旧姓は綿谷。編集者として働き、副業でイラストを描いている。元運輸省キャリアを父に、高級官僚の娘を母に持つ。
9歳年上の兄（ノボル）、5歳年上の姉（食中毒で死亡）との3人兄妹の末っ子。東京生まれだが、3歳から6歳まで、新潟の祖母に預けられて育った。
死んだ姉以外の家族には心を閉ざし続けていたが、「僕」に対しては心を開くようになり、やがて結婚に至る。
綿谷昇（ワタヤ ノボル）
久美子の兄。東京大学経済学部卒業。イェール大学大学院に2年間留学したのち、東大の大学院に戻り研究者となる。離婚歴があるが、現在は独身。伯父の綿谷義孝は戦時中、陸軍参謀本部に勤め、公職追放が解かれたのち参議院議員と衆議院議員を歴任した。
34歳のときに出版した経済学の専門書が批評家から絶賛され、マスメディアの寵児となる。伯父の地盤を継いで政界への進出を図る。
加納マルタ
水を媒体に使う占い師。報酬は受け取らない。不思議な直観を持つ。いつも赤いビニールの帽子をかぶっている。
マルタ島で修行をしていた経験があり、彼の地における水との相性が良かったために「マルタ」を名乗るようになった。
加納クレタ
加納マルタの5歳年下の妹で、姉と同様の素質を持つ。マルタの助手。ジャクリーン・ケネディのような髪型とメイクをしている。
姉によって「クレタ」と名付けられるが、実際にクレタ島に行ったことはない。幼いころから痛みを強く感じる体質であり、20歳で自殺に失敗。その後、痛みをなくし無感覚となる。娼婦となり綿谷ノボルに「汚された」経験がある。
笠原メイ
岡田家の近所に住む高校生。バイクによる事故でケガをしてから、それを理由に高校には通わず、かつらメーカーでアルバイトをしている。家の庭で日光浴をしたり、裏の路地を観察している。
本田さん、本田伍長（本田大石）
北海道旭川出身。綿谷家が一時期贔屓にしていた占い師。ノモンハン事件より少し前の作戦で間宮中尉と出会い、彼の命を救う。ノモンハン事件の時に聴覚を損傷し除隊。
本田さんの大きな後押しにより、「僕」とクミコの結婚が叶った。
間宮中尉（間宮徳太郎、まみや とくたろう）
広島県出身。ノモンハン事件より少し前の小規模な作戦で本田伍長と出会い、運命的な体験をする。当時は兵要地誌班に所属。戦後、シベリアに抑留される。帰国後、教職に就き定年を迎える。
現在は簡単な農業などを営むが、本田さんからの遺書を受けとり、「僕」のもとへ形見分けに訪れる。
赤坂ナツメグ
横浜生まれ、満州国新京（現在の長春）育ち。ソ連の参戦直後に満州を脱出し終戦を船上で迎える。
ファッションデザイナーとして有名になるが、現在ではある「特殊な仕事」が本業になっている。
赤坂シナモン
ナツメグの息子、6歳の時に声を失う。聴覚はあり、知能は高い。顔の表情と手話のような手振りで、違和感のない意思疎通ができる。
ナツメグの仕事の補佐をし、音楽の素養とコンピュータの知識、自動車の高度な運転能力を持つ。
牛河
国会議員秘書。裏の仕事を専門としている。長年、綿谷の家に仕えてきた。
身長150センチ余りで髪は禿げあがり、乱杭歯である。両切りのピースを吸い、いつも薄汚いスーツを着ている。
電話の女
「僕」に電話をかけてくる正体不明の女性。「僕」の私生活を詳しく知っており、電話越しに性的な挑発をする。
猫（ワタヤノボル → サワラ）
「僕」の家の飼い猫。何かの予兆を示すかのようにある日突然姿を消す。

## 登場する文化・風俗
| 『泥棒かささぎ』序曲     | ロッシーニが1817年に作曲したオペラ『泥棒かささぎ』の序曲。主人公がFMラジオをつけるとアバド指揮ロンドン交響楽団が演奏するこの曲がかかる。 |
| ハーブ・アルパート       | アメリカ合衆国のトランペッター、作曲家。ジェリー・モスとともにA&Mレコードを創設した。加納マルタにマルタ島に行ったことはあるかと問われた際、「僕」は次のように思う。「僕がマルタ島について知っているのは、ハーブ・アルパートの演奏した『マルタ島の砂』だけだったが、これは掛け値なしにひどい曲だった」 |
| アレン・ギンズバーグ     | アメリカ合衆国の詩人。ビート・ジェネレーションの代表者の一人。ギンズバーグとキース・リチャーズがマルタ島の山中にある湧き水を飲みに来たことを加納マルタは説明する。 なお本書の原型のひとつとなった短編「加納クレタ」にも、アレン・ギンズバーグとキース・リチャーズは登場する。 |
| キース・リチャーズ       | ローリング・ストーンズのメンバー。本書での表記は「キース・リチャード」。 |
| 夏の日の恋               | 1959年11月に公開された映画『避暑地の出来事』の主題歌。映画公開に先立ち、パーシー・フェイス・オーケストラは9月にシングルとして発表。パーシー・フェイスのバージョンは翌年1960年2月から4月にかけて全米チャート1位を9週連続で記録した。 駅前のクリーニング店の主人は、JVCの大型ラジカセでパーシー・フェイス・オーケストラが演奏する「タラのテーマ」や「夏の日の恋」を聴きながら仕事を行う。「彼はおそらくイージーリスニング・ミュージックのマニアなのだ」と主人公に評される。なおパーシー・フェイス・オーケストラの「夏の日の恋」は『ダンス・ダンス・ダンス』や短編「女のいない男たち」にも登場する。 |
| アンディ・ウィリアムス   | アメリカ合衆国のポピュラー歌手。ウィリアムスの歌う「ハワイアン・ウェディング・ソング」や「カナディアン・サンセット」が上記クリーニング店でかかる。 |
| ジョニー・エンジェル     | シェリー・フェブレーの1962年のデビュー・シングル。全米チャート1位を記録した。加納クレタと初めて会ったときの印象を「僕」は次のように表す。 「見事に一九六〇年代初期的な外見を保持していた。『アメリカン・グラフィティ』を日本に舞台にして作ったとしたら、加納クレタはたぶんそのままの恰好でエキストラになれただろう。〈中略〉マイクを持たせたら、そのまま『ジョニー・エンジェル』を歌いだしそうだった」 |
| ロバート・マックスウェル | アメリカ合衆国のハープ奏者、作曲家。マックスウェルの演奏する「ひき潮」が上記クリーニング店でかかる。 |
| バート・バカラック       | アメリカ合衆国の作曲家。バカラックが作曲した「サン・ホセへの道」が上記クリーニング店でかかる。ちなみに同曲はディオンヌ・ワーウィックが歌ったバージョンがオリジナルである。 |
| トヨタ・MR2              | トヨタ自動車が1984年から1999年まで製造販売していたスポーツカー。加納マルタは兄のトヨタMR2を借りて自殺を試みる。 |
| デイリークイーン         | アメリカ合衆国のソフトクリーム店、ファーストフードチェーン店。現在は日本から撤退している。笠原メイと「僕」は銀座通りにあるデイリー・クイーンに2回入り、ハンバーガーを食べたりコーヒーを飲んだりする。 |
| 『森の情景』             | ロベルト・シューマンが1850年に出版したピアノ独奏曲集。主人公がFMラジオをつけると『森の情景』の第7曲「予言する鳥」がかかる。 |
| ダンキンドーナツ         | 1948年にアメリカ合衆国で創業したファーストフードチェーン店。1998年を境に、米軍基地内を除いて日本から姿を消した。主人公は新宿にある店舗に入り、ドーナツとコーヒーを購入する。本書では2回登場する。 |
| オズモンド・ブラザーズ   | アメリカの音楽グループ。1963年にレコードデビューを果たし1970年頃に「オズモンズ」と改名した。メンバーのダニー・オズモンドはソロとしても活躍した。 「僕」は牛河の初対面の印象を次のように描写する。「できそこないのエクトプラズムのような不思議な柄の入ったネクタイは、オズモンド・ブラザーズくらい大昔からそこにずっと同じかたちで結ばれっぱなしになっているみたいに見えた」 |
| 『哀愁』                 | 1940年公開のアメリカ合衆国の映画。原題は『Waterloo Bridge』。本書では作品の名前そのものは出てこない。クミコは「僕」の言葉から次のように連想する。「私は、汚れた身体を隠してそっとあなたのもとを去っていった。霧のウォータールー・ブリッジ、蛍の光、ロバート・テイラーとヴィヴィアン・リー……」 |

## 時代設定と時間軸
「第1部 泥棒かささぎ編」と「第2部 予言する鳥編」は本編の始まる前にそれぞれ、 「一九八四年六月から七月」、「一九八四年七月から十月」と記されている。ただし、第1部の第1章「火曜日のねじまき鳥、六本の指と四つの乳房について」と第2章「満月と日蝕、納屋の中で死んでいく馬たちについて」は、物語全体の前奏曲のように、「僕」が30歳になったことを機に、「四月のはじめにずっとつとめていた法律事務所を辞めて一週間ばかりたった頃から」の回想シーンとなっている(p. 14、p. 43)。
「第3部 鳥刺し男編」では本編の前に明示的な記載はないが、第3章の「冬のねじまき鳥」で第2部終了以降、すなわち1984年10月からの出来事がダイジェスト的に叙述され、実際に物語が動き出すのは第4章「冬眠から目覚める、もう一枚の名刺、金の無名性」の85年3月半ばからである。
物語の終わりは、第38章「アヒルのヒトたちの話、影と涙」で、「路地」で「僕」が出会った頃は16歳だった笠原メイの17歳時の手紙の内容と最終章である第41章「さよなら」における笠原メイとの再会の記述から1985年12月であることがわかる。さらに最終章ではクミコの初公判が1986年春頃にあることが示唆される。
なお、第1章「笠原メイの視点」、第2章「首吊り屋敷の謎」は、それぞれ1985年12月7日付けの週刊誌を読んだ笠原メイからの手紙と、その週刊誌の記事からなっており、第1部とは逆に、未来の時間軸から始まる円環構造となっている。
整理すると、
- 第1部 - 1984年6月-7月（1章と2章で4月-5月を回想）
- 第2部 - 1984年7月-10月
- 第3部 - 1985年3月-1985年12月（1章と2章で1985年12月を先取り、3章で1984年10月から3月をダイジェスト）

なお、『1Q84』の時代設定も、BOOK 1が1984年4月-6月、BOOK 2が1984年7月-9月で、主人公の年齢も29 - 30歳に設定されている。ただしBOOK 1には実際には、「7月半ば過ぎ」までの記述がある。

## 書誌
- 単行本
  - 1994年4月　新潮社：第1部 泥棒かささぎ編 ISBN 978-4-10-353403-7　第2部 予言する鳥編 ISBN 978-4-10-353404-4
  - 1995年8月　新潮社：第3部 鳥刺し男編 ISBN 978-4-10-353405-1
- 文庫本
  - 1997年10月（2010年4月には新装版が刊行。活字が大幅に拡大）　新潮文庫：第1部 泥棒かささぎ編 ISBN 978-4-10-100141-8　第2部 予言する鳥編 ISBN 978-4-10-100142-5　第3部 鳥刺し男編 ISBN 978-4-10-100143-2

## 翻訳
| 翻訳言語        | 翻訳者                          | 発行日               | 発行元                    |
| --------------- | ------------------------------- | -------------------- | ------------------------- |
| 英語            | ジェイ・ルービン                | 1997年10月21日       | Knopf（米国）             |
| 英語            | ジェイ・ルービン                | 1998年5月            | Harvill Press（英国）     |
| フランス語      | Corinne Atlan, Karine Chesneau  | 2001年5月4日         | Seuil                     |
| ドイツ語        | Giovanni Bandini, Ditte Bandini | 1998年               | DuMont                    |
| イタリア語      | Antonietta Pastore              | 1999年               | Baldini & Castoldi        |
| スペイン語      | Lourdes Porta, Junichi Matsuura | 2001年               | Tusquets Editores         |
| ポルトガル語    | Maria João Lourenço             | 2006年               | Casa das Letras           |
| オランダ語      | ヤコバス・ウェスタホーヴェン    | 2000年 - 2003年      | Atlas                     |
| スウェーデン語  | Eiko Duke, デューク・雪子       | 2007年               | Norstedts                 |
| デンマーク語    | Mette Holm                      | 2006年               | Klim                      |
| ノルウェー語    | Kari Risvik, Kjell Risvik       | 1999年               | Pax forlag                |
| ポーランド語    | Anna Zielińska-Elliott          | 2004年               | Wydawnictwo MUZA SA       |
| スロバキア語    | Dana Hoshimoto                  | 2010年 - 2012年      | Slovart                   |
| スロベニア語    | Iztok Ilc                       | 2014年               | Mladinska knjiga          |
| ハンガリー語    | Erdős György                    | 2009年               | Geopen Könyvkiadó         |
| ルーマニア語    | Angela Hondru                   | 2004年               | Polirom                   |
| ロシア語        | Иван Логачев, Сергей Логачев    | 2005年               |                           |
| ウクライナ語    | Дзюб Іван Петрович              | 2009年               |                           |
| リトアニア語    | Jūratė Nauronaitė               | 2007年               | Baltos lankos             |
| トルコ語        | Nihal Önol                      | 2005年               | Doğan Kitap               |
| ヘブライ語      |                                 | 2005年               | Kinneret Zmora-Bitan Dvir |
| 中国語 (繁体字) | 頼明珠                          | 1995年9月、1997年2月 | 時報文化                  |
| 中国語 (簡体字) | 林少華                          | 1997年               |                           |
| 韓国語          | ユン・ソンウォン                | 1995年12月           | 文学思想社                |
| ベトナム語      | Trần Tiễn Cao Đăng              | 2007年               | Nhà xuất bản Hội nhà văn  |

## 舞台
インバル・ピントの演出・振付・美術、アミール・クリガーの脚本・演出、藤田貴大の脚本・演出、大友良英の音楽による舞台が公演された。

### 日程・会場
2020年公演
- 2020年2月11日 - 2月27日、東京芸術劇場 プレイハウス[23]

同会場で3月1日まで、梅田芸術劇場 シアター・ドラマシティで2020年3月7日・8日、愛知県芸術劇場 大ホールで2020年3月14日・15日の公演も予定されていたが、新型コロナウィルス感染症の流行の影響で中止になり、27日で千穐楽となった。
2023年公演
- 2023年11月7日 - 26日、東京芸術劇場 プレイハウス[24]
- 2023年12月1日 - 3日、梅田芸術劇場 シアター・ドラマシティ[24]
- 2023年12月16日 - 17日、刈谷市総合文化センター アイリス 大ホール[24]

### キャスト
| 役名              | 2020年        | 2023年            |
| ----------------- | ------------- | ----------------- |
| 岡田トオル        | 成河/渡辺大知 | 成河/渡辺大知     |
| 笠原メイ          | 門脇麦        | 門脇麦            |
| 綿谷ノボル        | 大貫勇輔      | 大貫勇輔/首藤康之 |
| 加納クレタ/マルタ | 徳永えり      | 音くり寿          |
| 赤坂シナモン      | 松岡広大      | 松岡広大          |
| 岡田クミコ        | 成田亜佑美    | 成田亜佑美        |
| 牛河              | さとうこうじ  | さとうこうじ      |
| 間宮中尉          | 吹越満        | 吹越満            |
| 赤坂ナツメグ      | 銀粉蝶        | 銀粉蝶            |

特に踊る
- 大宮大奨、加賀谷一肇、川合ロン、笹本龍史、東海林靖志、鈴木美奈子、西山友貴、皆川まゆむ（2020年）
- 加賀谷一肇、川合ロン、東海林靖志、鈴木美奈子、藤原港平、皆川まゆむ、陸、渡辺はるか（2023年）

演奏
- 大友良英、イトケン、江川良子（2020年・2023年）